# Brydning under sommer-OL 2008
Brydning under Sommer-OL 2008 blev udkæmpet mellem 9. til 19. august 2008. Der blev konkurreret om 18 olympiske titler under Sommer-OL 2008 i Beijing. Mændene konkurrerede i syv vægtklasser i græsk-romersk stil og syv i fristil. Kvinderne konkurrerede i fire vægtklasser i fristil.

## Medaljevindere

### Fristil - herrer
| Vægtklasse: | Guld:                           | Sølv:                            | Bronze:                                                        |
| 55 kg       | Henry Cejudo · USA              | Tomohiro Matsunaga · Japan       | Radoslav Velikov · Bulgarien · Bessii Kuduchov · Rusland       |
| 60 kg       | Mavlet Batirov · Rusland        | Vasyl Fedoryschyn · Ukraine      | Kenichi Yumoto · Japan · Seyedmorad Mohammadi · Iran           |
| 66 kg       | Ramazan Sahin · Tyrkiet         | Andrii Stadnik · Ukraine         | Otar Tushishvili · Georgien · Sushil Kumar · Indien            |
| 74 kg       | Buvaysa Saytiev · Rusland       | Soslan Tigiev · Usbekistan       | Murad Gaidarov · Hviderusland · Kiril Terziev · Bulgarien      |
| 84 kg       | Revazi Mindorashvili · Georgien | Yusup Abdusalomov · Tadsjikistan | Taras Danko · Ukraine · Georgy Ketoev · Rusland                |
| 96 kg       | Shirvani Muradov · Rusland      | Taimuraz Tigiyev · Kasakhstan    | Georgi Gogshelidze · Georgien · Khetag Gazyumov · Aserbajdsjan |
| 120 kg      | Artur Taymazov · Usbekistan     | Bakhtiyar Akhmedov · Rusland     | David Musuľbes · Slovakiet · Marid Mutalimov · Kasakhstan      |

### Græsk-romersk stil - herrer
| Vægtklasse: | Guld:                         | Sølv:                            | Bronze:                                                               |
| 55 kg       | Nazir Mankijev · Rusland      | Rovschan Bajramov · Aserbajdsjan | Roman Amoyan · Armenien · Park Eun-chul · Sydkorea                    |
| 60 kg       | Islam-Beka Albiev · Rusland   | Vitali Rahimov · Aserbajdsjan    | Nurbakit Tengisbajev · Kasakhstan · Ruslan Tijumenbajew · Kirgisistan |
| 66 kg       | Steeve Guenot · Frankrig      | Kanatbek Begaliev · Kirgisistan  | Armen Vardanjan · Ukraine · Mikhail Siamjonaw · Hviderusland          |
| 74 kg       | Manuchar Kvirkelia · Georgien | Chang Yongxiang · Kina           | Christophe Guenot · Frankrig · Yavor Yanakiev · Bulgarien             |
| 84 kg       | Andrea Minguzzi · Italien     | Zoltan Fodor · Ungarn            | Nazmi Avluca · Tyrkiet                                                |
| 96 kg       | Aslanbek Chuschtov · Rusland  | Mirko Englich · Tyskland         | Asset Mambetov · Kasakhstan · Adam Wheeler · USA                      |
| 120 kg      | Mijaín López · Cuba           | Chassan Baroev · Rusland         | Mindaugas Mizgaitis · Litauen · Juri Patrikeev · Armenien             |

### Fristil - damer
| Vægtklasse: | Guld:                 | Sølv:                       | Bronze:                                                |
| 48 kg       | Carol Huynh · Canada  | Chiharu Icho · Japan        | Maria Stadnik · Aserbajdsjan · Irini Merleni · Ukraine |
| 55 kg       | Saori Yoshida · Japan | Xu Li · Kina                | Tonya Verbeek · Canada · Jackeline Renteria · Colombia |
| 63 kg       | Kaori Icho · Japan    | Alena Kartaschova · Rusland | Jelena Schalygina · Kasakhstan · Randi Miller · USA    |
| 72 kg       | Wang Jiao · Kina      | Stanka Zlateva · Bulgarien  | Kyoko Hamaguchi · Japan · Agnieszka Wieszczek · Polen  |